# Lomanha
La Lomanha, (en occità: Lomanha) és un parçan o comarca d'Occitània situat a la Gascunya. La seva vil·la principal és Leitora. El parçan ocupa les terres de l'antiga jurisdicció feudal del vescomtat de Lomanha.
Segons la proposta de divisió territorial d'Occitània del diari Jornalet, basada en l'obra de Frederic Zégierman Le Guide des pays de France, la Lomanha estaria ubicada a la regió de la Gascunya, subregió de l'Armanyac.
Oficialment, les comunes de la Lomanha estan adscrites administrativament als departaments francesos de Gers (nord-est) i de Tarn i Garona (sud-oest, ambdós a la regió administrativa d'Occitània.